# Derek Wolfe
Pour les articles homonymes, voir Wolfe.
(en) Statistiques sur pro-football-reference
Derek Wolfe,né le 24 février 1990 à Lisbon en Ohio, est un joueur américain de football américain qui a évolué au poste de defensive end en National Football League (NFL) pendant dix saisons.
Il y passe ses huit premières saisons chez les Broncos de Denver et y remporte le Super Bowl 50. Par la suite, il passe deux saisons chez les Ravens de Baltimore.

## Biographie

### Jeunesse
Wolfe étudie à la Beaver Local High School de Lisbon et joue pour leur équipe de football américain. À la fin de ses études secondaires, le site Rivals.com lui attribue deux étoiles sur cinq.

### Carrière universitaire
Il entre à l'Université de Cincinnati et joue pour les Bearcats de 2008 à 2011.

### Carrière professionnelle
Derek Wolfe est sélectionné au deuxième tour de la draft 2012 de la NFL par les Broncos de Denver en tant que 36e joueur choisi. Il joue son premier match professionnel contre les Steelers de Pittsburgh où il effectue trois plaquages et un sack.
Malgré une suspension en début de saison 2015 pour une utilisation de substances interdites, il connaît cette année-là une saison solide. Durant la semaine 8 face aux Packers de Green Bay, il est nommé joueur défensif de la semaine en AFC après une performance de 7 plaquages, dont un pour perte, et en étant au cœur d'une défensive qui n'a concédé que 140 yards face aux Packers qui étaient invaincus jusqu'ici. Après la saison régulière, il prolonge de 4 ans son contrat avec les Broncos. Il aide par la suite les Broncos à remporter le Super Bowl 50 face aux Panthers de la Caroline.
Après huit saisons au Colorado, il signe un contrat d'un an avec les Ravens de Baltimore en mars 2020.
Le 16 mars 2021, il signe une prolongation de contrat de trois ans d'un montant de 12 millions de dollars. Il subit des blessures au dos et à la hanche au cours d'une pratique conjointe avec les Panthers de la Caroline en août 2021. Le 2 octobre 2021, il est placé sur la liste des blessés. Le 15 novembre 2021, l'entraîneur principal Jim Harbaugh annonce qu'il est prévu que Wolfe manquerait le reste de la saison
Le 14 juin 2022, Wolfe est libéré par les Ravens avec un règlement pour blessures.
Le 29 juillet 2022, Wolfe signe un contrat d'un jour avec les Broncos et se retire du football américain professionnel.

### Après-carrière
Le 3 octobre 2022, Wolfe est engagé par 104.3 The Fan, une station de radio sportive à Denver comme animateur de l'émission « The Drive with Derek Wolfe and DMac ».

## Palmarès
- Co-joueur défensif de la conférence Big East 2011
- Première équipe-type de la conférence Big East 2011
- Vainqueur du Super Bowl 50 avec les Broncos de Denver